# Blinded Colony
I Blinded Colony sono un gruppo melodic death metal proveniente da Karlshamn, Svezia, originariamente conosciuti con il nome Stigmata.

## Storia

### Stigmata (2000–2002)
I Blinded Colony sono stati formati nel gennaio 2000 sotto il nome di Stigmata, dai chitarristi Johan Blomstrom e Tobias Olsson ed il cantante Niklas Svensson. Nel giugno 2000, il gruppo inizia le registrazioni del primo demo, Painreceiver, e due nuovi membri vengono reclutati, Christoffer Nilsson alla batteria, e Annika Haptén, come cantante. In seguito viene annunciato che Staffan Franzén è il nuovo bassista. Finite le registrazioni di Painreceiver, la band si esibì in giro per la Svezia, ma a causa della perdita di interesse da parte dei membri, il gruppo si prese una pausa.
Sei mesi dopo il batterista Christoffer Nilsson decise di lasciare la band, e Staffan Franzén passò dal basso alla batteria. Poco dopo l'abbandono di Nilsson, Blomstrom e Olssons trovarono un nuovo bassista, Roy Erlandsson. Successivamente Annika Haptén lasciò la band a causa di divergenze musicali. Nel 2002 venne pubblicato il secondo demo del gruppo, Tribute to Chaos, che catturò l'attenzione dell'etichetta italiana Scarlet Records. In coincidenza con il loro nuovo contratto discografico, la band cambiò il nome in Blinded Colony.

### Divine and Scarlet Records
Divine, album di debutto dei Blinded Colony, fu autoprodotto e pubblicato nel 2003 attraverso Scarlet Records in Europa e distribuito in Giappone attraverso Soundholic Records. La collaborazione tra Blinded Colony e Scarlet Records terminò un anno dopo.  Dopo la separazione dalla Scarlet, i Blinded Colony annunciarono l'uscita dal gruppo del cantante Niklas Svensson, sostituito da Johan Schuster.

### Bedtime Prayers e Pivotal Rockordings
La band iniziò a registrare il terzo Demo Promozionale e lo pubblicò nell'aprile 2005. Il demo catturò l'attenzione dell'etichetta americana Pivotal Rockordings.
Dopo aver firmato per la Pivotal Rockordings, i Blinded Colony iniziarono le registrazioni del loro secondo album, Bedtime Prayers, nella primavera del 2006. Il gruppo scelse di produrre e registrare l'album nei loro studio, SoundPalace.Bedtime Prayers, è stato accolto positivamente dall'ambiente metal underground ed è stato comparato a lavori di altre melodic death metal band come In Flames e Soilwork. È stato girato un video per la canzone "Once Bitten, Twice Shy", ma un possibile video per la canzone "Heart" è stato annullato.
I Blinded Colony hanno completato l'"Outcasts Over Europe tour" in supporto agli Ektomorf e ai Kayser. Hanno inoltre condiviso il palco con realtà affermate quali Sonic Syndicate, e Dark Tranquillity. Dopo il tour la band ha preso parte a vari Festival durante l'estate 2007. A fine agosto 2007 è stato annunciato che il cantante Johan Schuster e il bassista Roy Erlandsson sono stati sostituiti Denny Axelsson e Jeoan Olsson. Lo split sembra esser causato da divergenze professionali. Dopo l'inverno, durante il quale viene scritto nuovo materiale, viene annunciato un altro cambio nella formazione: Tobias Olsson passa dalla chitarra al basso e viene chiamato Martin Bergman come chitarrista. Il 9 ottobre 2008 è stata annunciata la separazione del cantante Denny Axelsson dalla band.
Ad inizio giugno 2010 i Blinded Colony hanno annunciato di aver trovato chi sostituirà Axelsson.

## Curiosità
- La canzone "Once Bitten, Twice Shy" è presente nel videogioco, per Xbox 360/PlayStation 3, The Darkness.
- Prima della pubblicazione di Bedtime Prayers, la canzone "My Halo" è stata inserita nel CD Project Suubi pubblicato per raccogliere fondi da destinare agli orfani dell'Uganda.[14]

## Formazione

### Formazione attuale
- Joel Andersson - voce
- Linus Arelund Månsson - voce
- Tobias Olsson – basso
- Martin Bergman - chitarra elettrica
- Johan Blomstrom – chitarra elettrica
- Staffan Franzen – batteria, (originariamente basso)

### Ex componenti
- Christoffer Nilsson – batteria
- Annika Haptén – voce
- Niklas Svensson – voce
- Johan Schuster – voce
- Roy Erlandsson – Basso
- Johan Olsson - basso

## Discografia

### Demo
- 2000 - Painreceiver
- 2002 - Tribute to Chaos
- 2005 - Promo Demo 2005

### Album in studio
- 2003 - Divine
- 2007 - Bedtime Prayers